# Viaje mágico a África
Viaje mágico a África es una película dirigida por Jordi Llompart tras el éxito que ha cosechado con El misterio del Nilo. Fue rodada en 3D.

## Producción
Esta inversión responde al criterio estratégico de Caixa Catalunya de "apostar por proyectos empresariales rentables en los que la innovación, el desarrollo tecnológico y la internacionalización son ejes clave de su actividad y factores determinantes de su éxito". Aporta el 25% de un presupuesto total de 10 millones de euros, el presupuesto restante lo ha realizado Orbita Max, ha aportado la mitad del presupuesto y el 25% restante procede de Televisió de Catalunya, Mesfilms, Inverpyme y el socio tecnológico Apuntolapospo. Los productores creen que la película puede ser vista por 60 millones de espectadores a nivel mundial.

## Sinopsis
Tras su encuentro con un niño bosquimano hospitalizado, Jana, una niña de 10 años, iniciará un viaje fantástico en busca del niño por África, su tierra. Acompañada de su caballo alado, Jana conocerá a Mel, su nuevo mejor amigo, y juntos vivirán auténticas aventuras con animales, plantas y criaturas fantásticas. Con la ayuda de su Hada mágica (Leonor Watling) Jana cruzará los límites de la imaginación y aprenderá a vencer los obstáculos que se presentan en su camino hacia el mundo de la imaginación y los seres fantásticos de la sabana africana.

## Recepción
La película recibió una valoración mixta por parte de la crítica, la página web Sensacine.com recopiló un total de dos críticas sobre ellas recibiendo una nota media de 2,5 sobre 5.